# Josep Manuel López Martínez
Josep Manuel López Martínez, nacido en 1980 en Barcelona, es un Gran Maestro Internacional de ajedrez español.
Es el número 4 de España, en noviembre de 2017, con un ELO de 2607, tras Francisco Vallejo Pons, David Antón e Iván Salgado López. Entre 2006 y 2007 ha logrado aumentar más de 100 puntos su elo, lo que indica una excelente progresión ajedrecística. En 2007 recibió el título de Gran Maestro. En septiembre de 2017 logró traspasar por primera vez la barrera de los 2600 puntos de ELO, gracias al gran papel desempeñado en el Campeonato de España de Segunda División por equipos 2017.
Josep Manuel López Martínez tiene un estilo de juego posicional. Sus aperturas preferidas son el Gambito de dama, la Defensa siciliana y la Apertura española.

## Campeonatos de España
En 1999 y 2000 López ganó el Campeonato de España Juvenil. Además ha disputado en diversas ocasiones el Campeonato de España Absoluto, quedando subcampeón en tres ocasiones. Sus resultados detallados son:
- 2003: 2º clasificado en el Campeonato de España Abierto por detrás de Manuel Pérez Candelario.
- 2004: 5º clasificado. El campeón fue Miguel Illescas.
- 2005: Subcampeón de España absoluto. Perdió en la final 1.5-1.5 ante Miguel Illescas.
- 2006: 5º clasificado. El campeón fue Francisco Vallejo Pons.
- 2007: Subcampeón de España absoluto. El 18 de noviembre de 2007, perdió en la final 2-0 ante Miguel Illescas. El torneo se disputó por eliminatorias, con 16 participantes en Ayamonte (Huelva).[4]
- 2009: Subcampeón de España absoluto.

López ha disputado cinco campeonatos de España de clubes con el C.A. unió Graciense. Sus resultados han sido:
- 2003: Ascenso a División de Honor.
- 2004: Tercer tablero. 4º en la general. 2/7 (+1 = 2 -4).
- 2005: Tercer tablero. 4º en el Grupo I. 2/4 (+1 = 2 -1).
- 2006: Tercer tablero. 5º en el Grupo I. 2.5/5 (+2 = 1 -3).
- 2005: Tercer tablero. 6º en el Grupo I. 1/5 (+0 =2 -3). Descenso a Primera División.

## Competiciones oficiales internacionales
En el Campeonato de Europa Individual de ajedrez de 2007, en Dresde (Alemania) quedó clasificado en el puesto 76 de 403 participantes, con 6.5/11 puntos.
Josep Manuel López ha participado tres veces en el Campeonato de Europa de ajedrez por equipos, consiguiendo un total de 5/12 (+4 =2 -6). Sus resultados detallados son:
- León (2001): tercer tablero de España B, 3/6 (+2 =2 -2).
- Gotemburgo (2005): tercer tablero, 22º por equipos, 2/6 (+2 =0 -4).
- Novi Sad (2009): cuarto tablero, 6º por equipos, 2/5 (+1 =2 -2).

## Torneos internacionales
En junio de 2006 empató por la primera plaza con Kevin Spragget, Hichem Handouchi y Azer Mirzoev en el Open Internacional Villa de Salou con 7/9.
En agosto de 2006 terminó 2º-5º del Open Internacional Sants Hostrafrancs i La Bordeta de Barcelona, el vencedor fue Marc Narciso con 8/10 y 2º empatado con el 1º en el Open Internacional Ciutat de Badalona con 7.5/9.
En diciembre de 2006 venció el Memorial García Ilundáin en Barcelona con 7.5/9.
En enero de 2007 terminó 3º-9º en el Abierto Internacional Ciudad de Sevilla con 7/9.
En enero de 2008, quedó 5º en el XXXIII Abierto Internacional "Ciudad de Sevilla", España, el ganador fue el armenio Karen Movzsizsian con 7,5 puntos,por delante de un grupo de 8 jugadores que lograron 7 puntos.
En diciembre de 2016, como colofón a un gran año ajedrecístico, se proclamó campeón del fortísimo V Torneo Internacional de Navidad "Ciudad de Lorca", invicto con 8 puntos de 9 posibles, venciendo entre otros al favorito al triunfo final Julio Granda. 
Su performance en el torneo fue de 2772, números de un Top Ten mundial.